# Marguerite de l'Aigle
Marguerite de l'Aigle, född okänt år, död 25 maj 1144, var en drottning av Navarra; gift 1130 med kung Garcia VI av Navarra. Hon var dotter till Gilbert de l'Aigle, Seigneur de l'Aigle och Juliana du Perche och gifte sig med Garcia strax före hans trontillträde. 
År 1135 bekräftade maken rättigheterna för kyrkan i Pamplona "uxoris mee Margarite regina" på inrådan av Marguerite. Marguerite favoriserade sina franska släktingar, hade många sexualpartners och födde en son, Rodrigo, som maken vägrade att ta på sig faderskapet för.   